# Rodrigo Gattas
Rodrigo Pablo Gattas Bertoni (* 2. Dezember 1991 in Santiago) ist ein chilenischer Fußballspieler, der als Stürmer eingesetzt wird.

## Karriere
Rodrigo Gattas begann seine Profikarriere 2009 bei Unión Española und spielte bis 2015 für den Klub. Während dieser Zeit wurde er an Unión La Calera und den CD Cobreloa verliehen. 2015 spielte er für den CD Cobresal und 2016 für Santiago Morning, ehe er ins Ausland wechselte. Er war 2016/2017 beim palästinensischen Verein Hilal al-Quds Club, 2017 beim uruguayischen Verein CA Cerro, 2019 beim kanadischen Verein York9, 2020 beim aserbaidschanischen Verein FK Qəbələ und 2020/21 beim spanischen Verein UD Montijo. Von 2018 bis 2019 spielte er in seiner Heimat bei den Rangers de Talca und bei Deportes Santa Cruz. 2022 kehrte er nach Chile zurück und unterschrieb bei Fernández Vial. Nach einer weiteren Station bei San Antonio Unido geht Gattas seit 2025 für Concón National in der Segunda División auf Torejagd.

## Erfolge
Everton
- Primera División: 2008-A